# Samtfledermäuse
Die Samtfledermäuse (Molossus) sind eine Gattung von Bulldoggfledermäusen, welche in Zentral- und Südamerika beheimatet ist.

## Beschreibung
Die Samtfledermäuse erreichen eine Kopf-Rumpf-Länge von 50–95 mm. Sie haben einen langen Schwanz von 20–70 mm Länge und wiegen zwischen 10 und 30 Gramm. Die Fellfarbe variiert von rötlich braun, haselnussbraun und dunkelbraun bis zu schwarz. Die Gattung Molossus sieht den Gattungen Tadarida und Molossops sehr ähnlich, unterscheidet sich aber hinsichtlich der Schädelform und Zahnstruktur. Ein wichtiges Merkmal für diese Gattung sind die Ohren, deren Basis an der Stirn zusammenlaufen.

## Lebensweise
Die Samtfledermäuse kommen in unterschiedlichen tropischen Habitaten vor und ernähren sich ausschließlich von Insekten. Sie gehören zu jenen Fledermäusen, die schon vor dem Sonnenuntergang ausfliegen um nach Nahrung zu suchen. Aufgrund ihrer schmalen, langen Flügel sind sie schnelle, jedoch wenig wendige Jäger, die auf einen offenen Luftraum angewiesen sind und daher meistens nur in großer Höhe jagen. Kolonien bestehend oft aus mehreren hundert Individuen und sind in Höhlen, Felsspalten, hohlen Baumstämmen und Gebäuden zu finden.

## Arten und Verbreitung
Die deutschen Namen folgen T. C. H. Cole und M. Wrobel.
- Azteken-Samtfledermaus (Molossus aztecus): Süden Mexikos bis Nicaragua
- Coiba-Samtfledermaus (Molossus coibensis): Süden Mexikos bis Brasilien
- Bonda-Samtfledermaus (Molossus currentium, früher M. bondae): Westen und Süden Mexikos bis Norden Costa Ricas
- Molossus fentoni: Ecuadorianisches Amazonasbecken, Guyana und wahrscheinlich auch im Amazonasbecken dazwischen[3]
- Molossus melini: Argentinien[4]
- Große Samtfledermaus, auch Pallas-Samtfledermaus (Molossus molossus): Süden Costa Ricas bis Surinam
- Molossus paranaensis: Argentinien[5]
- Miller-Samtfledermaus (Molossus pretiosus): Honduras bis Venezuela
- Rote Samtfledermaus, auch Schwarze Samtfledermaus (Molossus rufus, früher M. ater): Mexiko bis Argentinien
- Sinaloa-Samtfledermaus (Molossus sinaloae): Mexiko bis Paraguay und Surinam

M. rufus wurde oft als M. ater bezeichnet, was zu Verwechslungen mit einer anderen Fledermausart Eumops ater führte. M. currentium wird in der Literatur meistens M. bondae genannt. Da jedoch M. currentium die ältere Bezeichnung ist, wird diese heute bevorzugt.

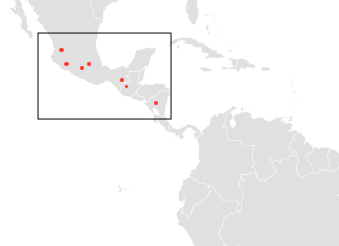
Verbreitungsgebiet von Molossus aztecus
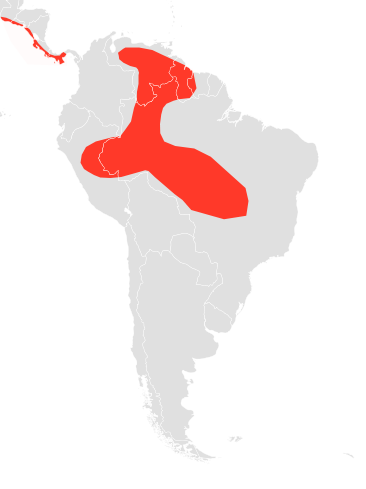
Verbreitungsgebiet von Molossus coibensis
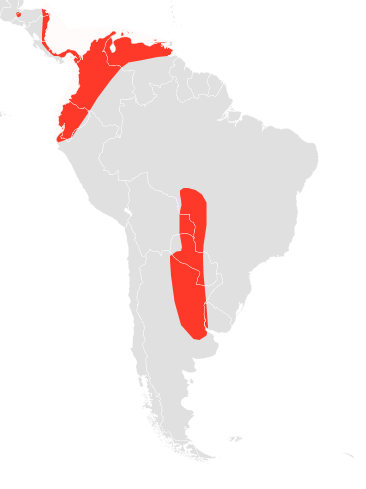
Verbreitungsgebiet der Bonda-Samtfledermaus (Molossus currentium)
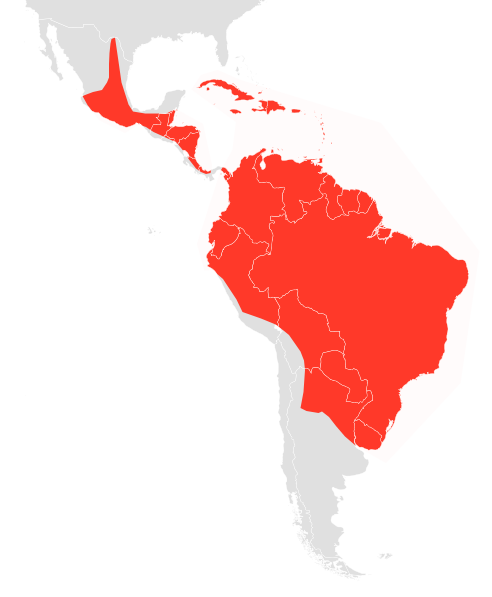
Verbreitungsgebiet der Großen Samtfledermaus (Molossus molossus)
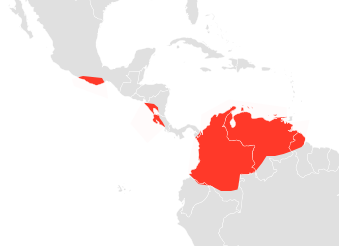
Verbreitungsgebiet von Molossus pretiosus
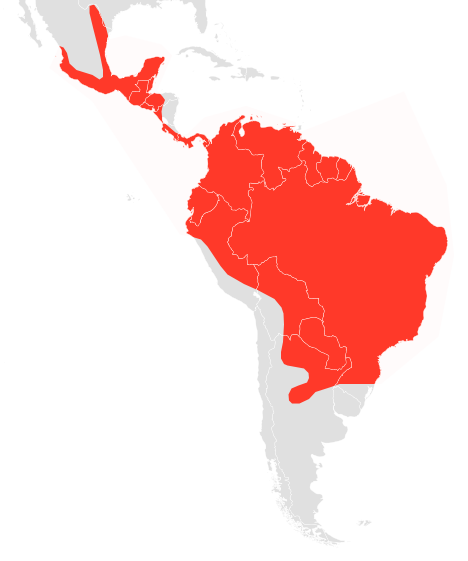
Verbreitungsgebiet der Roten Samtfledermaus (Molossus rufus)
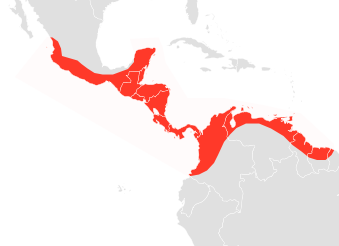
Verbreitungsgebiet von Molossus sinaloae